# Přemysliden

Wappen der Přemysliden

Die Přemysliden oder Przemysliden (tschechisch Přemyslovci) waren ein böhmisches (tschechisches) Herrschergeschlecht. Sie waren vom Ende des 9. Jahrhunderts bis 1306 mit Unterbrechungen um 1000 in Böhmen an der Macht. Anfangs regierten sie nur in Teilen Böhmens. Eine frühere Herrschaft ist historisch nicht belegt.

## Herrschaftsbereich
Die Přemysliden herrschten seit dem Ende des 9. Jahrhunderts als Herzöge von Böhmen. Erster König von Böhmen wurde 1158 Vladislav II., mit Ottokar I. wurde das Königtum 1198 erblich. 1212 wurden die Länder der böhmischen Krone zum Königreich innerhalb des Heiligen Römischen Reiches erhoben. Ab dieser Zeit wurde auch die dynastische Thronfolge festgelegt.
Zum Machtbereich der Přemysliden gehörten von Anfang an bzw. kamen später hinzu:
- Das Glatzer Land und weite Teile Schlesiens gehörten bereits im 9. Jahrhundert zum Großmährischen Reich und im 10. Jahrhundert zum Herrschaftsbereich des böhmischen Fürsten Slavnik. Sie verblieben auch nach dem Pfingstfrieden von Glatz bei Böhmen;
- weitere Teile Schlesiens und Kleinpolens fielen in der zweiten Hälfte des 10. Jahrhunderts vorübergehend an Böhmen.
- 1019 bis 1027 Mähren;
- 1266 Eger und Umgebung;
- 1289 bis 1292 das Gebiet um Teschen (entspricht dem östlichen Teil des späteren Österreichisch-Schlesien);
- 1158 bis 1253 das Land Budissin, später Oberlausitz genannt

## Geschichte

### Bis zum 10. Jahrhundert
Nach den Ausführungen in der Chronica Boemorum des Cosmas von Prag sind die Přemysliden Nachkommen des sagenhaften Stammvaters Přemysl des Pflügers, eines eingeheirateten Stammesführers, und seiner Frau Libussa. Cosmas überlieferte auch die Namen weiterer vorchristlicher Přemysliden: Nezamysl, Mnata, Vojen, Vnislav, Křesomysl, Neklan und Hostivít. Die nur von Cosmas überlieferte Aufzählung weist auf eine ältere Familientradition hin. Ob einige der acht Herrschernamen historischen Persönlichkeiten entsprechen, kann aus ihr aber nicht zweifelsfrei geschlossen werden.
Im 9. Jahrhundert zählten die Přemysliden zu den böhmischen Lokalfürsten (knes, lateinisch dux, duces). Ihr Sitz war die mittelböhmische Burgstätte Levý Hradec. Gegen Ende des 9. Jahrhunderts verlegten sie ihren Sitz auf die neu gegründete Prager Burg und gewannen nachfolgend Autorität über die Lokalfürsten des Moldautals. Zwischen 882 und 885 wurde der erste historisch belegte Přemyslide Bořivoj I. mit seiner Frau Ludmilla im benachbarten Mährerreich von Method getauft.
Nach Bořivojs Tod um 889 wurde Böhmen bis 894 unter Fürst Svatopluk I. aus der Dynastie der Mojmiriden vorübergehend Großmähren angeschlossen.
Nach dessen Tod übernahm von 894 bis 915 Bořivojs Sohn Spytihněv I. die Herrschaft und ging auf Distanz zum Großmährischen Reich. 895 musste er dem Kaiser Arnulf von Kärnten Treue schwören.
Nach seinem Tod setzte sein Bruder Vratislav I. von 915 bis 921 die Politik Bořivojs fort.
Seit 921 herrschte Wenzel, Sohn Vratislavs I. Er wurde 929 oder 935 von seinem Bruder Boleslav I. und dessen Gefolgsleuten ermordet.
Da Wenzel seit der 2. Hälfte des 10. Jahrhunderts als Heiliger verehrt und bereits im 11. Jahrhundert zum Landespatron erhoben wurde, galten danach sämtliche Fürsten Böhmens als Wenzels irdische Stellvertreter. Auch die für die Krönung von Karl IV. im 14. Jahrhundert angefertigte böhmische Königskrone wurde als Wenzelskrone bezeichnet.
Die Regierungszeit von Boleslav I. (929 oder 935–972) markiert die Begründung eines einheitlichen böhmischen Zentralstaates.

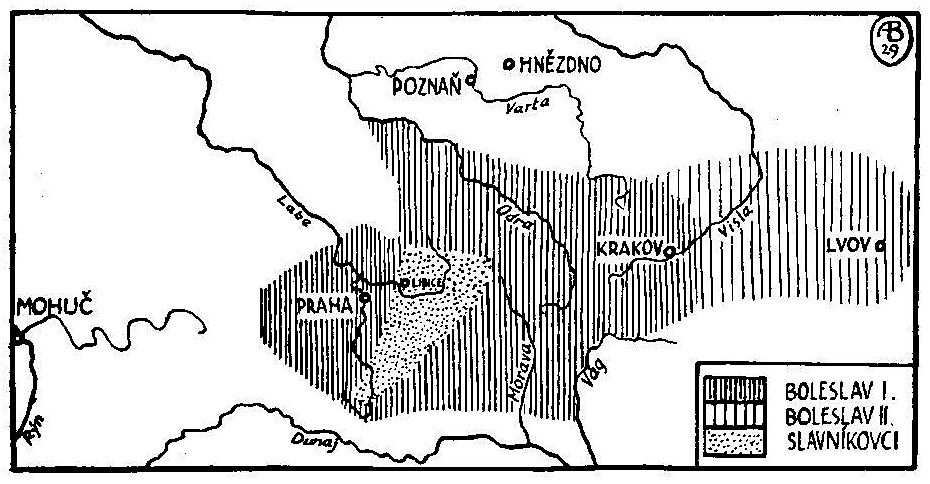
Böhmen im 10. Jahrhundert

Spätestens nach 955 beherrschten die Přemysliden neben dem Gebiet um Prag und Westböhmen auch Mähren, Gebiete Schlesiens und Kleinpolens bis weit hinter Krakau, wie der jüdische Gesandte Ibrahim ibn Jaqub seinem Kalif Abd ar-Rahman III. 965 berichtete, und eventuell auch einen kleinen Teil der Slowakei. Nicht dazu gehörte das den Fürsten der Slavnikiden gehörende gesamte ostböhmische Gebiet.
Unter Boleslav II. (972–999) wurde 973 das Bistum Prag gegründet. In einer Grenzbeschreibung des Bistums Prag aus dem Jahre 1086, (die offensichtlich die Verhältnisse der Gründung wiedergibt) werden neben Böhmen und Mähren auch Schlesien, die Burg Krakau „mit zugehörigen Regionen“ bis zum Westlichen Bug und Strypa sowie die „provincia Wag“, also ein Gebiet um die Waag als dazugehörig angegeben.
Schlesien, Kleinpolen und Mähren gingen ab 990 an den polnischen Herrscher Mieszko I. verloren.
995 ließ Boleslav durch seine Gefolgsleute, die Vršovci, in Libice die Führungsschicht der Slavnikiden ermorden, womit die Vereinigung Böhmens vollzogen war.

### 11. Jahrhundert
Seit 999 verschärften sich die Spannungen gegenüber Polen. Im Zuge der Thronkämpfe zwischen Boleslavs Söhnen und Bolesław I. Chrobry. 1003/4 war Prag polnisch. Es folgten Interventionen des römisch-deutschen Reiches.
1019 beendete Oldřich (Udalrich) die polnische Besetzung Mährens, das damit auf Dauer Böhmen angeschlossen wurde.
Udalrichs Sohn Břetislav I. führte erfolgreich Krieg gegen Polen und war nach militärischen Auseinandersetzungen mit König Heinrich III. Verbündeter des Heiligen Römischen Reiches gegen Ungarn. Seine Nachfolge regelte Břetislav 1055 durch die Senioratsordnung, wonach der jeweils älteste Přemyslid die Herrschaft ausüben sollte. Während seine ältesten Söhne Spytihněv II. und Vratislav II. nacheinander herrschten und Jaromír-Gebehard Bischof von Prag wurde, regierten die jüngeren Söhne als Teilfürsten in Mähren: Konrad I. erhielt Brünn und Znaim, Otto I. und seine Nachfolger herrschten in Olmütz; ihre Ansprüche auf den Prager Thron verloren sie dadurch dennoch nicht.
1085–1086 erhob der römisch-deutsche König Heinrich IV. Vratislav II. als Belohnung für seine Hilfe gegen die Sachsen zum König (noch nicht erblich). Seine Nachfolger Konrad I. von Brünn und Břetislav II. mussten sich mit dem Herzogstitel begnügen.

### Seit dem 12. Jahrhundert
1099 erreichte Břetislav II. die Anerkennung seines Halbbruders Bořivoj II. (1101–1107 sowie 1117–1120) als Nachfolger, womit er erstmals gegen das Senioratsgesetz verstieß. Versuche, das Seniorat durch die Primogenitur zu ersetzen, verschärften am Anfang und gegen Ende des 12. Jahrhunderts die Thronkämpfe. Die Gegnerschaft der beiden Prager Hauptlinien, die von den Brüdern Vladislav I. (1109–1117 sowie 1120–1125) und Soběslav I. (1125–1140), abstammten, hatte schwerwiegende Folgen. Die Auseinandersetzungen zwischen dem Zweig des Vladislav I. (Vladislav II., Friedrich, Vladislav Heinrich, Ottokar I. Přemysl) und dem Zweig des Soběslav I. (Soběslav II., Wenzel I.) verschärften sich durch Interventionen der mährischen Přemysliden (Ulrich von Brünn, Konrad II. von Znaim, Konrad III. Otto von Znaim) und anderer Thronanwärter (Děpold, Heinrich Břetislav III. und andere). Die nicht aus Prag stammenden Přemysliden wurden auch einige Male Herrscher in Prag (Svatopluk von Olmütz 1107–1109, Konrad III. Otto 1189–1191, Heinrich Břetislav III. 1193–1197), doch ihre Bemühungen trafen auf hartnäckigen Widerstand des Prager Hofs. Zudem mischte sich bei den Thronstreitigkeiten auch das römisch-deutsche Reich ein, wobei insbesondere Lothar von Supplinburg 1126 in der Schlacht bei Chlumec eine vernichtende Niederlage gegen Herzog Soběslav I. erlitt und gefangen genommen wurde. Vladislav II. (1140–1172) erhielt 1158 den Königstitel, der jedoch nicht auf seine Nachfolger überging (vergleiche Vratislav II.). Im 12. Jahrhundert schlossen die Přemysliden Ehen mit den polnischen Piasten, den ungarischen Árpáden, den Wettinern und Babenbergern, aber auch mit den Familien der bayerischen Grafen von Bogen, von Berg und den Wittelsbachern.
Mit Herzog Wenzel II. († um 1192) erlosch der Zweig Soběslavs I., und um 1200 starben die meisten mährischen Přemysliden aus. Ihr letzter Vertreter war Siffrid († 1227, Kanoniker in Olmütz). Der Herzog Ottokar I. Přemysl (1192–1193 sowie 1197–1230) vom anderen Zweig erhielt hingegen vom römisch-deutschen Reich 1198 den Titel König von Böhmen. Dieser wurde ihm und seinen Nachfolgern samt allen erworbenen Privilegien, dank seiner geschickten Politik gegenüber Philipp von Schwaben, Otto IV. und Friedrich II., schließlich durch die Goldene Bulle von Friedrich II. 1212 zuerkannt. Nach dem Tod seines kinderlosen Bruders Vladislav Heinrich († 1222), Markgraf von Mähren, und nach der Vertreibung der Theobalde (um 1223), die später im Exil ausstarben, waren die Nachkommen von Ottokar I. Přemysl die einzigen Repräsentanten der Přemysliden, so dass bereits 1216 Ottokar I. Přemysl seinen Sohn Wenzel I. 1228 krönen lassen konnte.
Unter Wenzel I. (1230–1253), der mit Kunigunde von Schwaben, der Tochter Philipps von Schwaben verheiratet war, begann die Expansionspolitik der Přemysliden. Diese erreichte ihren Höhepunkt unter Ottokar II. Přemysl (1253–1278), dessen Ehe mit Margarethe von Babenberg die Erwerbung Österreichs ermöglichte; später schlossen sich auch die Steiermark, das Egerland, Kärnten und Krain an. Přemysl musste sich mit einer starken Adelsopposition in Böhmen, Österreich und den Alpenländern auseinandersetzen. Im Kampf gegen Rudolf von Habsburg wurde er zunächst 1276 besiegt und 1278 in der Schlacht von Dürnkrut getötet.

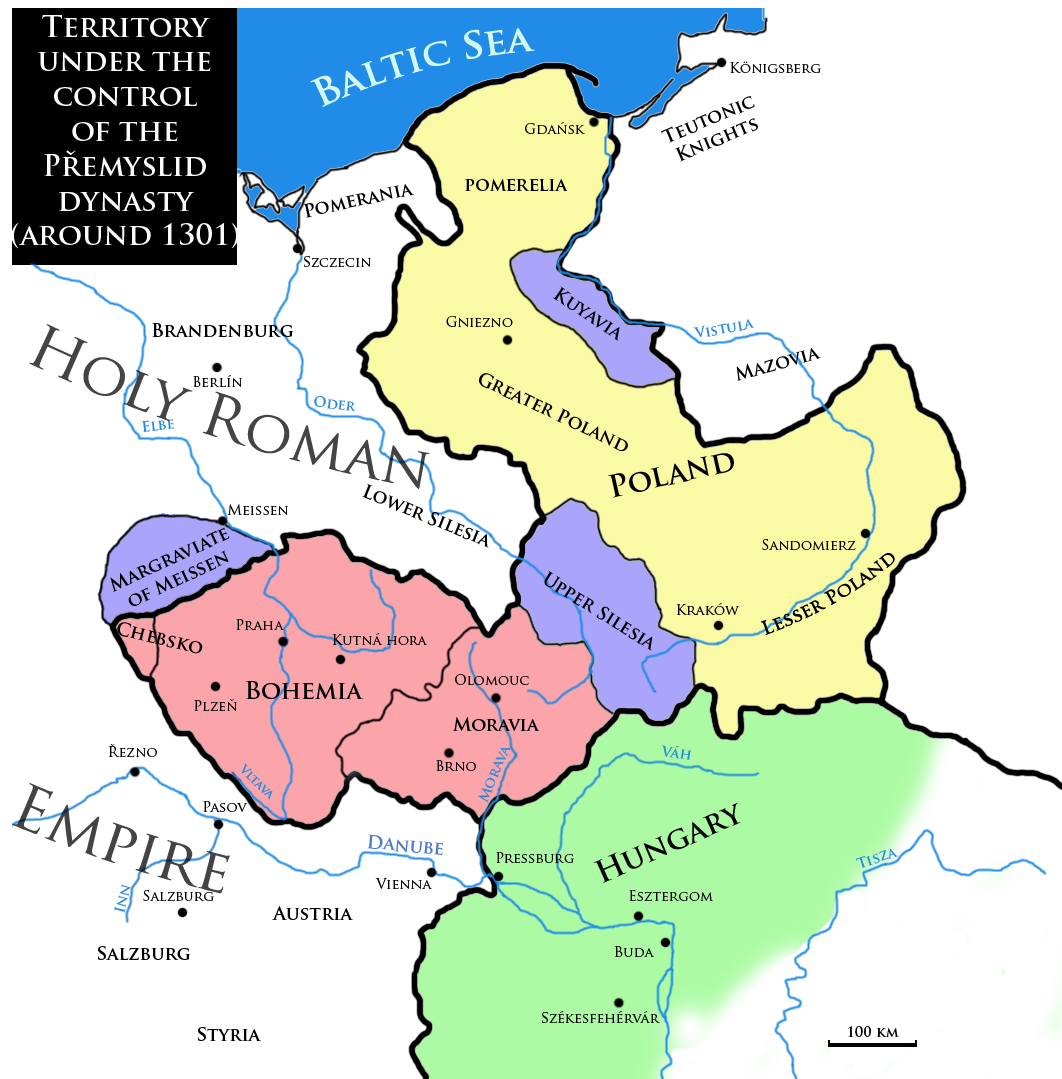
Herrschaftsbereich Wenzels II.

Wenzel II. (1278/1283–1305), der Sohn Ottokars II., nutzte das infolge der Kämpfe der Adelsopposition in Böhmen entstandene Chaos, um die Zentralmacht wieder zu konsolidieren. Von 1278 bis 1283 regierten für den noch nicht erwachsenen Wenzel Otto von Brandenburg in Böhmen und Rudolf von Habsburg in Mähren. 1300 gewann Wenzel kurzfristig die polnische Krone und 1301 die ungarische Krone (die allerdings für seinen Sohn Wenzel III.). Doch die Unzufriedenheit des polnischen und ungarischen Adels sowie die Feindschaft des römisch-deutschen Königs bewirkten den baldigen Verlust der beiden Kronen: Wenzels Sohn Wenzel III. (1305–1306) musste 1304 Ungarn verlassen, da er nur in Westungarn von den Grafen von Güssing aus dem Geschlecht der Héder und in der heutigen Slowakei von Matthäus Csák (Matúš Čák) unterstützt wurde. Nach dem unerwarteten Tod seines Vaters 1305 wurde er böhmischer König. Am 4. August 1306 wurde er jedoch auf einem Feldzug gegen Polen in Olmütz ermordet. Man konnte sich nicht auf einen der vielen přemyslidischen Verwandten als Nachfolger einigen. Prädestiniert dafür wäre Heinrich von Leipa gewesen, dessen Nachkomme Hynek Ptáček von Pirkstein erst mehr als 100 Jahre später zum Böhmischen König gewählt, aber als Hussitenführer weder vom Haus Habsburg noch vom Papst anerkannt wurde. Erst dessen Schwiegervater Georg von Podiebrad wurde 1456 als Böhmischer König inthronisiert.
Die Heirat von Wenzels II. Tochter Elisabeth mit Johann von Luxemburg im Jahre 1310 war die Grundlage für die Thronbesteigung der Luxemburger in Böhmen und Mähren.

### Troppauer Zweig der Přemysliden
Die Troppauer přemyslidische Herzogslinie wurde 1269 begründet, als Ottokar II. Přemysl seinem natürlichen Sohn Nikolaus I. die Provinz Troppau zuwies, die unter dessen gleichnamigen Sohn Nikolaus II. 1318 zu dem eigenständigen Herzogtum Troppau erhoben wurde. 1337 erlangte er vom böhmischen König Johann von Luxemburg das bis 1336 piastische Herzogtum Ratibor zum Lehen. Nach dem Tod des Herzogs Nikolaus II. 1365 setzte der jüngste Sohn Přemysl I. die direkte Stammlinie Troppau fort, die um 1485 mit Herzog Johann II. von Leobschütz erlosch. Der älteste Sohn Johann I. begründete als Alleinerbe des Herzogtums Ratibor die Stammlinie Troppau-Ratibor, die 1521 in männlicher Linie mit Herzog Valentin endete.

## Persönlichkeiten

### Liste der Přemyslidenherrscher
Sieben Přemysliden wurden zum König von Böhmen gekrönt. Unter König Ottokar I. Přemysl wurde die Erblichkeit der Königswürde festgesetzt.

#### Könige mit nichterblichem Königstitel
|  | Name (Lebensdaten)                 | Regierungszeit | Titel | Anmerkungen              |
|  | ---------------------------------- | -------------- | ----- | ------------------------ |
|  | Vratislav II. (* ca. 1035, † 1092) | 1085–1092      | König | Erster böhmischer König  |
|  | Vladislav II. (* ca. 1110, † 1174) | 1158–1172      | König | Zweiter böhmischer König |

#### Könige mit erblichem Königstitel
|  | Name (Lebensdaten)                       | Regierungszeit | Titel | Anmerkungen                                                                    |
|  | ---------------------------------------- | -------------- | ----- | ------------------------------------------------------------------------------ |
|  | Ottokar I. Přemysl (* 1155/1167, † 1230) | 1198–1230      | König | Konnte sich als erster böhmischer Herrscher den erblichen Königstitel sichern. |
|  | Wenzel I. (* 1205, † 1253)               | 1230–1253      | König | Zweitgeborener Sohn Ottokars I.                                                |
|  | Ottokar II. Přemysl (*ca. 1233, † 1278)  | 1253–1278      | König | Zweitgeborener Sohn Wenzels I.                                                 |
|  | Wenzel II. (* 1271, † 1305)              | 1278/1283–1305 | König | Sohn Ottokar II. Přemysl                                                       |
|  | Wenzel III. (* 1289, † 1306)             | 1305–1306      | König | Zweitgeborener Sohn Wenzels II.                                                |

## Literarische Verarbeitung
- Wenzel II. hat selbst einige Minnelieder verfasst.
- Ulrich von Etzenbach hat für Ottokar II. Přemysl eine Alexanderdichtung verfasst, und für dessen Sohn Wenzel II. den „Wilhelm von Wenden“ geschrieben, der als Ursprungslegende der Herrscher gelten kann.
- Adalbert Stifter hat in seinem Roman Witiko einen Ausschnitt der Streitigkeiten im 12. Jahrhundert literarisch gestaltet.
- Das Drama König Ottokars Glück und Ende von Franz Grillparzer beschäftigt sich mit der Auseinandersetzung zwischen Ottokar II. und Rudolf von Habsburg.